# 竹嶋えく
竹嶋 えく（たけしま えく、4月23日 - ）は、日本の漫画家、イラストレーター。
岡山県出身で、出身地以外は非公表。2017年、岡山を舞台にした『晴れの国のあっぱれ団』で注目される。2019年から連載を開始した『ささやくように恋を唄う』はコミックの累計発行部数が100万部を突破し、2024年4月にテレビアニメ化された。
2024年10月4日から12月15日まで吉備川上ふれあい漫画美術館で「竹嶋えく展」が開催された。

## 作品リスト

### 漫画作品

#### 連載
- 晴れの国のあっぱれ団（『コミック百合姫』2017年1月号[8] - 5月号）
- ノラと皇女と野良猫ハート ピリ辛勇者ノブチナ（原作：はと〈HARUKAZE〉、『電撃G'sコミック』2017年9月号[9] - 2018年3月号）
- ささやくように恋を唄う（『コミック百合姫』2019年4月号 - 連載中）

#### 読み切り
- ウチの猫が可愛い幼女になるなんてっ！（『コミック百合姫』2016年9月号[10]） - 『君に好きっていわせたい』に収録。
- このメイド喫茶に常識を！（原作：暁なつめ、『この素晴らしい世界に祝福を！ コミックアンソロジー』2017年） - 『この素晴らしい世界に祝福を！』のアンソロジー寄稿作品[11]。
- みゆりのしろちゃん（『コミック百合姫』2017年10月号[12]） - 『君に好きっていわせたい』に収録。
- スーパーメイドにお任せください！（『パルフェ おねロリ百合アンソロジー』2017年[13]） - 『君に好きっていわせたい』に収録。
- ちっちゃな魔王さま！（『別冊ドラゴンエイジ』Vol.1〈2017年〉[14]）
- 君に好きっていわせたい（『コミック百合姫』2018年2月号〈2017年〉[15]） - 『君に好きっていわせたい』に収録。
- 君が好きっていってきた（『コミック百合姫』2018年6月号[16]） - 『君に好きっていわせたい』に収録。
- ゲームのしすぎにご用心！（原作：サブロウタ、『citrus コミックアンソロジー』2018年） - 『citrus』のアンソロジー寄稿作品。
- 『百合ドリル』の寄稿作品。2018年[17]。
- へんあい（『コミック百合姫』2018年7月号[18]） - 『君に好きっていわせたい』に収録。
- ニートなお姉さん拾いました。（『コミック百合姫』2018年8月号[19]） - 『君に好きっていわせたい』に収録。
- ユーリのせんせい（『パルフェ2 おねロリ百合アンソロジー』2018年）
- 猫カフェでバイトするのじゃー！（『バーチャルのじゃロリ狐娘Youtuberおじさん 公式コミックアンソロジー 〜一緒に働くのじゃー！編〜』2018年） - バーチャルのじゃロリ狐娘Youtuberおじさんのアンソロジー寄稿作品[20]。
- ネコとロミオの追いかけっこ（原作：金田陽介、『寄宿学校のジュリエット 公式アンソロジーコミック』2018年） - 『寄宿学校のジュリエット』のアンソロジー寄稿作品。[21][22]
- 『百合ドリル 難問編』の寄稿作品。2019年[23]。
- 居候の魔王様（『シナモン Cinnamon 人外×人間百合アンソロジー』2019年）[24]
- ひみつのアンサンブル（『奏 青春バンド百合アンソロジー』2019年）[25] - カバーイラストも担当[26]。
- お姉ちゃんは変わってる（『ストロベリーパルフェ おねロリ百合アンソロジー』2020年）[27]
- バニーガール拾いました。（『yrhm 百合姫20thアンソロジー』2025年[28]） - コミック百合姫創刊20周年記念のアンソロジー寄稿作品。

### イラスト
- 菜娘ハンター・リュウ（著：リタ・ジェイ、ぽにきゃんBOOKS、2014年 - 2015年、全2巻）[29][30]
- ストライクウィッチーズ Memorial Episode いっしょだよ（著：佐伯昭志、角川スニーカー文庫、2018年）[31]
- ぼくらは吠える弱い犬だから（著：綾加奈、Amazon Kindle、2018年）[32]
- わたしが恋人になれるわけないじゃん、ムリムリ!（※ムリじゃなかった!?）（著：みかみてれん、ダッシュエックス文庫、2020年[33] - 刊行中、既刊8巻[34]）
- しまこい。〜 姉妹で恋するヒミツの時間 〜（音声作品、シナリオ：淡乃晶、2021年）[35]
- 私の百合はお仕事です！（テレビアニメ、2023年）第9話エンドカード

### 書籍
- 『晴れの国のあっぱれ団』一迅社〈百合姫コミックス〉、2017年4月18日発売[36]、ISBN 978-4-7580-7658-6
- 『ノラと皇女と野良猫ハート ピリ辛勇者ノブチナ』、KADOKAWA〈電撃コミックスNEXT〉2018年、全1巻
- 『君に好きっていわせたい』一迅社〈百合姫コミックス〉、2018年7月18日発売[37]、ISBN 978-4-7580-7838-2、短編集
- 『ささやくように恋を唄う』、一迅社〈百合姫コミックス〉2019年[38] - 刊行中、既刊11巻（2025年6月27日現在）

### その他
- ぬるぺた（メディアミックス、2019年）キャラクター原案[39]
- カコ☆タマ（ゲーム、2015年6月25日 - 2018年11月1日）雪女のキャラクターデザイン[40]

## 関連する人物
- ゆあま